# Stéphane Tolar
Pour les articles homonymes, voir Tolar (homonymie).
Jean-Stéphane Tolar, plus connu sous le nom de Jean Tolar, est un joueur français de volley-ball né le 4 juillet 1984 à Saint-Louis (La Réunion). Il mesure 1,99 m et joue central. Il totalise 54 sélections en équipe de France.

## Clubs
| Club                    | De        | À         |
| ----------------------- | --------- | --------- |
| GFCO Ajaccio            | 2003-2003 | 2002-2003 |
| Chaumont Volley-Ball 52 | 2003-2004 | 2003-2004 |
| Tourcoing LM            | 2004-2005 | 2009-2010 |
| Tours Volley-Ball       | 2010-2011 | 2010-2011 |
| VC Lennik               | 2011-2012 | 2011-2012 |
| Beauvais Oise UC        | 2012-2013 | 2012-2013 |
| Maxéville Nancy VJ      | jan 2014  | mai 2014  |

## Palmarès
- Championnat d'Europe
  - Finaliste : 2009
- Championnat de France
  - Finaliste : 2009, 2011
- Coupe de France (1)
  - Vainqueur : 2011
  - Finaliste : 2005, 2006, 2009